# Élections législatives néo-zélandaises de 1893
Des élections législatives ont lieu en Nouvelle-Zélande le 28 novembre et le 20 décembre 1893, respectivement dans les circonscriptions européennes et maories. À l'issue d'une législature de trois ans, il s'agit de renouveler l'ensemble des soixante-quatorze députés de la Chambre des représentants. Il s'agit de la première élection nationale au monde où les femmes ont le droit de vote.

## Contexte et système politique
Le système électoral est le scrutin uninominal majoritaire à un tour. Le pays est divisé en soixante-dix circonscriptions « européennes » élisant chacune un député, et parallèlement en quatre circonscriptions « maories » élisant chacune un député (maori). À partir de 1893, seules les personnes ayant un parent maori et un parent pakeha (non maori) peuvent choisir sur quelle liste électorale (européenne ou maorie) ils s'inscrivent. Les élections s'effectuent au suffrage universel ; tout sujet britannique âgé d'au moins 21 ans et résidant en Nouvelle-Zélande, homme ou femme, a le droit de vote. Seuls les hommes, toutefois, ont le droit de se porter candidat ; les femmes obtiennent ce droit en 1919. Les élections s'effectuent à bulletin secret dans les circonscriptions européennes (depuis 1873), mais les électeurs dans les circonscriptions maories indiquent leur choix à voix haute (jusqu'en 1938).
La Nouvelle-Zélande n'avait traditionnellement pas de partis politiques. Le premier parti de l'histoire du pays, le Parti libéral, s'était mis en place pour les élections de 1890, qu'il avait remportées, permettant à John Ballance de devenir premier ministre. À la suite de la mort de John Ballance en avril 1893, la majorité libérale avait choisi Richard Seddon pour lui succéder. Le Parti libéral, sous la direction du premier ministre Seddon, reste le seul parti politique lors des élections de 1893, face à des candidats d'opposition sans étiquette, dont une opposition informelle constituée de candidats conservateurs,.
Les Libéraux à cette date sont des « protectionnistes pragmatiques », partisans d'une règlementation de l'économie à des fins de protection sociale, et se distinguent donc assez nettement du Parti libéral tel qu'il existe au Royaume-Uni à la fin du siècle. Opposés aux monopoles des grandes exploitations terriennes, les Libéraux se posent en défenseurs des petits fermiers et des petites entreprises. Ils sont soutenus aussi bien par les électeurs des classes moyennes basses (lower middle class) que par les syndicats ouvriers. Les principaux candidats d'opposition aux Libéraux sont des grands propriétaires terriens et des professionnels issus des hautes classes moyennes. Cette opposition « désorganisée » a officiellement pour chef le député sans étiquette William Rolleston (en).

## Droit de vote des femmes
Le mouvement des suffragettes en Nouvelle-Zélande, qui avait débuté notamment avec les pétitions de Mary Ann Müller dans les années 1860, avait par la suite pris de l'ampleur sous la direction notamment de Kate Sheppard. Le Parti libéral de John Ballance avait inscrit l'instauration du droit de vote pour les femmes dans son programme électoral pour le scrutin de 1890, et son gouvernement introduisit par deux fois (1891 et 1892) un projet de loi visant à leur accorder ce droit. Ces projets de loi furent néanmoins bloqués par la chambre haute, le Conseil législatif, composé de membres à vie nommés par les gouvernements précédents.
La mort de John Ballance et l'arrivée au pouvoir de Richard Seddon en avril 1893 réduit les espoirs des suffragistes. Bien qu'également libéral, Seddon s'inquiète de la proximité fusionnelle entre le mouvement des suffragettes et le mouvement prohibitionniste porté notamment par la Women's Christian Temperance Union. Par ailleurs, certains Libéraux craignent que l'électorat féminin soit davantage conservateur que l'électorat masculin et que les électrices risquent donc de s'opposer aux autres politiques progressistes du parti. Néanmoins, le gouvernement Seddon autorise la tenue d'un nouveau vote au Parlement. Le 8 septembre, le projet de loi est adopté par les deux chambres, et le 19 septembre la loi Electoral Act est promulguée par le Gouverneur, Lord Glasgow.
Le droit de vote, qui s'applique également aux femmes maories, n'est donc instauré que deux mois avant les élections et les futures électrices doivent s'inscrire rapidement sur les listes électorales, ce qu'elles font en grand nombre. Le droit de vote ne signifie pas encore le droit de se porter candidates aux législatives (pour lequel il faudra attendre 1919), mais le 29 novembre la Néo-Zélandaise Elizabeth Yates est la première femme dans tout l'Empire britannique à être élue maire, devenant maire d'Onehunga dans la banlieue d'Auckland. La première femme députée en Nouvelle-Zélande, Elizabeth McCombs (travailliste), ne sera élue qu'en 1933, lors d'une élection partielle.
En 1893, la Nouvelle-Zélande est le premier État autonome (de facto indépendant) à accorder le droit de vote aux femmes au niveau national. Précédemment, les femmes avaient obtenu le droit de vote dans la très petite colonie britannique de Pitcairn en 1838 ; dans le Wyoming en 1869 ; et dans le Montana en 1887. Sur l'île de Man, les femmes avaient accès au suffrage censitaire depuis 1881, tandis que le protectorat britannique des îles Cook accorda le droit de vote aux femmes aux élections fédérales en 1893, quelques jours après la Nouvelle-Zélande, applicable aux élections du 14 octobre (donc avant la Nouvelle-Zélande).

## Résultats
Le taux de participation est de 75,3 %, s'élevant à environ 85 % parmi les femmes inscrites sur les listes électorales. L'élection est une nette victoire pour les Libéraux, qui consolident leur majorité absolue :
|       |                     |                     |         |       |        |     |
| Parti | Parti               | Dirigeant           | Voix    | %     | Sièges | +/- |
|       | Parti libéral       | Richard Seddon      | 175 814 | 57,80 | 51     | +11 |
|       | Conservateurs       | William Rolleston   | 74 482  | 24,49 | 13     | -12 |
|       | Autres Indépendants | Autres Indépendants | 53 880  | 17,71 | 10     | +1  |
|       |                     |                     |         |       |        |     |
| Total | Total               | Total               | 302 997 | 100   | 74     | -   |

Richard Seddon conserve le poste de premier ministre. Avec l'appui d'une solide majorité au Parlement, son gouvernement entreprend une série de mesures radicales pour l'époque, qui vont dès lors marquer l'histoire néo-zélandaise. Il facilite l'accès des petits fermiers à la propriété foncière et pose les premières bases d'un État-providence, construisant de meilleurs logements pour les ouvriers et introduisant (en 1898) les premières pensions de vieillesse. La loi Industrial Conciliation and Arbitration Act de 1894 établit un arbitrage obligatoire des litiges entre employés et employeurs, visant à la fois à protéger les droits des ouvriers (établissant par exemple des salaires minimums) et à empêcher les grèves ou autres formes de conflit social. Cette loi est l'œuvre de William Pember Reeves, député libéral de Christchurch, ministre du Travail et principal architecte de la pensée politique du Parti libéral à cette époque ; il s'inspire notamment du socialisme fabien.
Pour sa part, le chef de l'opposition William Rolleston est battu dans sa circonscription, et ne siège donc plus au Parlement, laissant une opposition conservatrice plus désorganisée que jamais.
À noter que James Carroll, de père pakeha et de mère maorie, remporte la circonscription de Waiapu et est le premier Maori à être élu député d'une circonscription européenne. Il devient un membre influent du gouvernement Seddon.